# St. Rupertus (Obernsees)

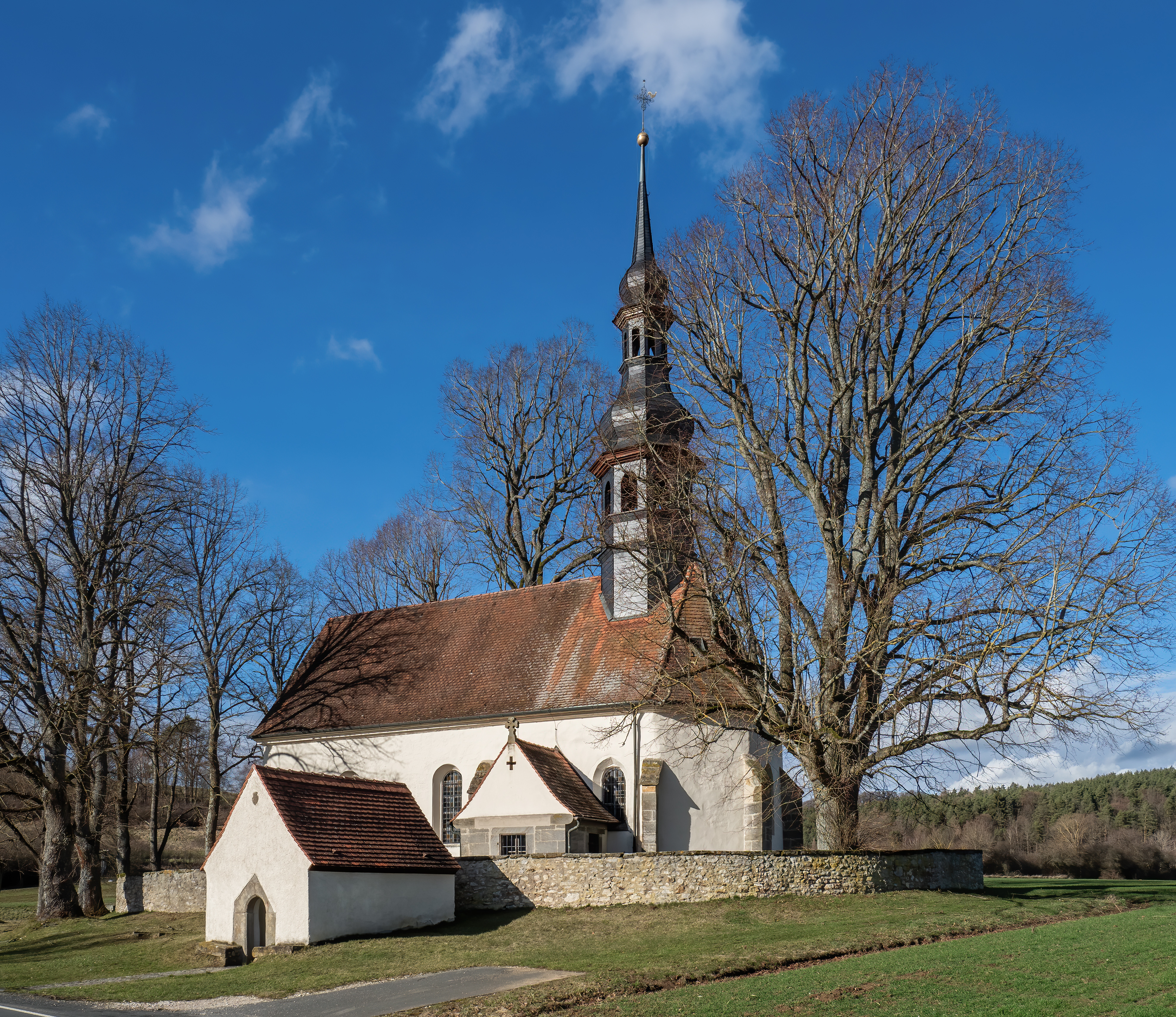
St. Rupertuskapelle

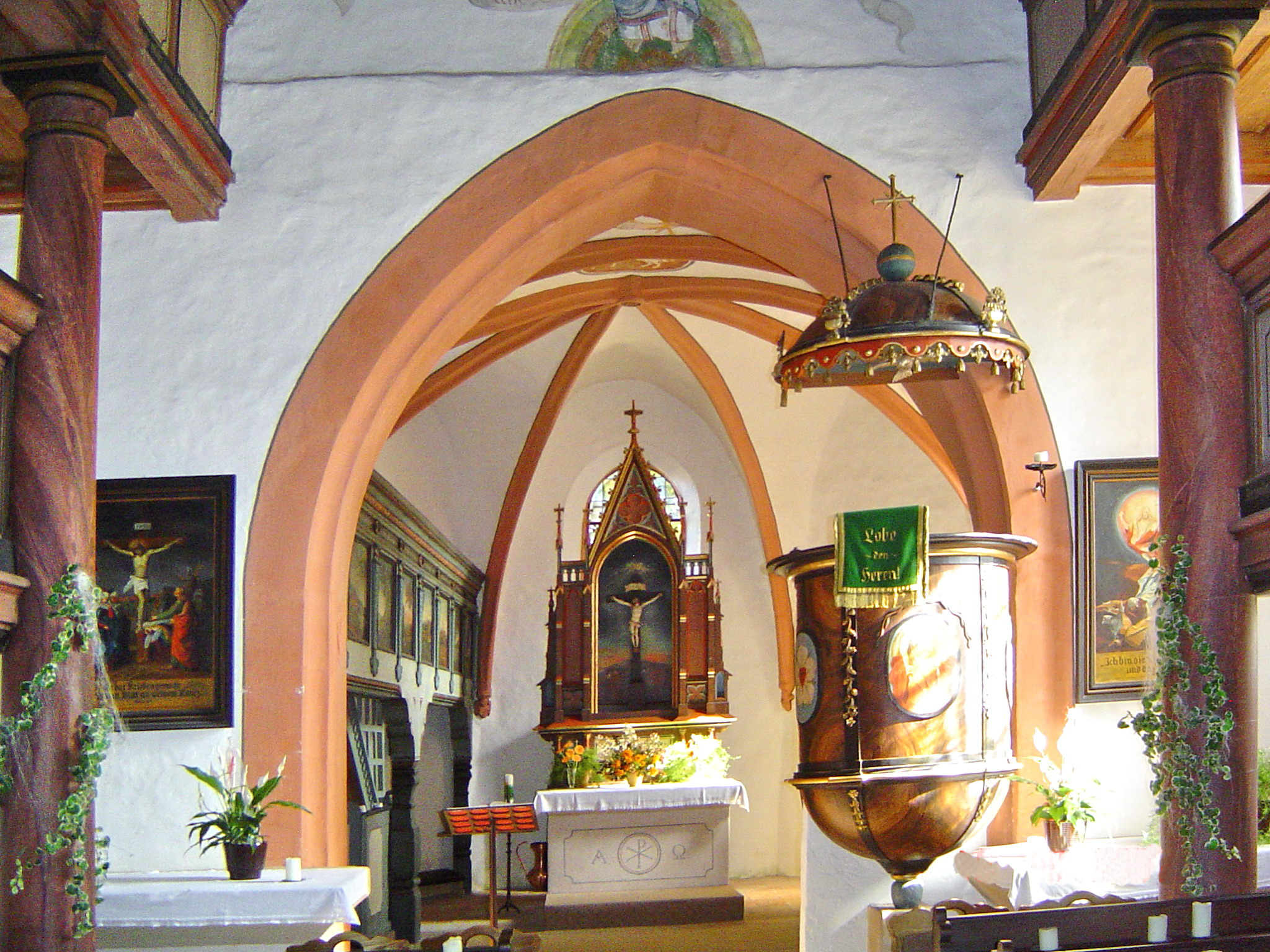
St. Rupertuskapelle, Inneneinrichtung

St. Rupertus (umgangssprachlich: das Käpala) ist eine nach dem Bischof Rupert von Salzburg (650–718) benannte Kirche der evangelisch-lutherischen Gemeinde St. Jakob in Obernsees, einem Gemeindeteil von Mistelgau im oberfränkischen Landkreis Bayreuth in Bayern.

## Geschichte
Gegründet wurde die Kapelle in der Nähe einer Quelle, die schon zu heidnischer Zeit wegen vermeintlicher Heilkraft aufgesucht wurde. Nach der Christianisierung wurde St. Rupurtus  ein Wallfahrtsort.
Laut einer Pfarrbeschreibung für Obernsees aus dem Jahr 1811 soll die Kapelle 1080 vom Bamberger Bischof Rupert († 1102) errichtet worden sein, womit sie eines der ältesten Kirchengebäude in dieser Gegend wäre. Diese Annahme stützt sich auf eine Jahreszahl, die über dem Chorbogen angebracht gewesen sein soll, seit dem frühen 19. Jahrhundert aber übertüncht ist. Anderen Angaben zufolge soll die Jahreszahl 1480 gelautet haben. Wenn Letzteres zutrifft, wäre der vermeintliche Umbau im Jahre 1479 die Errichtung dieser Kapelle im spätgotischen Stil gewesen, die mit drei Altären ausgestattet ist.
1710 wurde unter Markgraf Christian Ernst das Kirchenschiff erweitert und die Kirche mit einem Zwiebelturm versehen. Um die Kapelle gab es ursprünglich einen Friedhof, von dem die Friedhofsmauer noch zeugt. Unter Pfarrer Thiermann wurde die Kapelle in den 1920er Jahren eingehend erneuert und mit Malerei verziert. 1987 erfolgte eine weitere Sanierung. Seit 2010 gibt es in der Kapelle eine Statue des heiligen Rupertus, die von Fritz Föttinger gefertigt wurde.
Die Kapelle wird heute simultan von der evangelisch-lutherischen Kirchengemeinde St. Jakob (Obernsees) und der römisch-katholischen Kirchengemeinde St. Salvator (Schönfeld) genutzt.